# 邁科普

邁科普旗幟

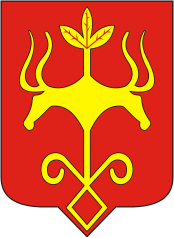
邁科普徽章

邁科普（俄語：Майкоп，羅馬化：Maykop，發音：[mɐj'kop]）是俄羅斯阿迪格共和國首府，位於該國中部別拉亞河畔。2002年人口156,931人。
1857年沙俄在當地築起要塞，1870年設鎮。